# Oton Župančič
Oton Župančič (23 de enero de 1878 en Vinica, Ducado de Carniola – † 11 de junio de 1949, Liubliana) fue un poeta, traductor y dramaturgo esloveno. Junto a Ivan Cankar, Dragotin Kette y Josip Murn se le considera como el fundador del modernismo en la literatura eslovena. 
Aunque tras la Primera Guerra Mundial se le consideró el mayor poeta esloveno después de Prešeren, en los últimos cuarenta años su influencia ha decaído. Sin embargo, varios poemas suyos ya forman parte de las referencias culturales eslovenas y sigue siendo muy conocido como autor de literatura infantil. Muchas calles, edificios públicos e instituciones eslovenas llevan su nombre.